# Johanna Beckmann
Bertha Louise Johanna Charlotte Helene Beckmann (* 3. Mai 1868 in Brüssow, Landkreis Prenzlau; † 8. Februar 1941 in Berlin) war eine deutsche Porzellanmalerin, Scherenschnitt-Künstlerin und Schriftstellerin.

## Leben und Werk

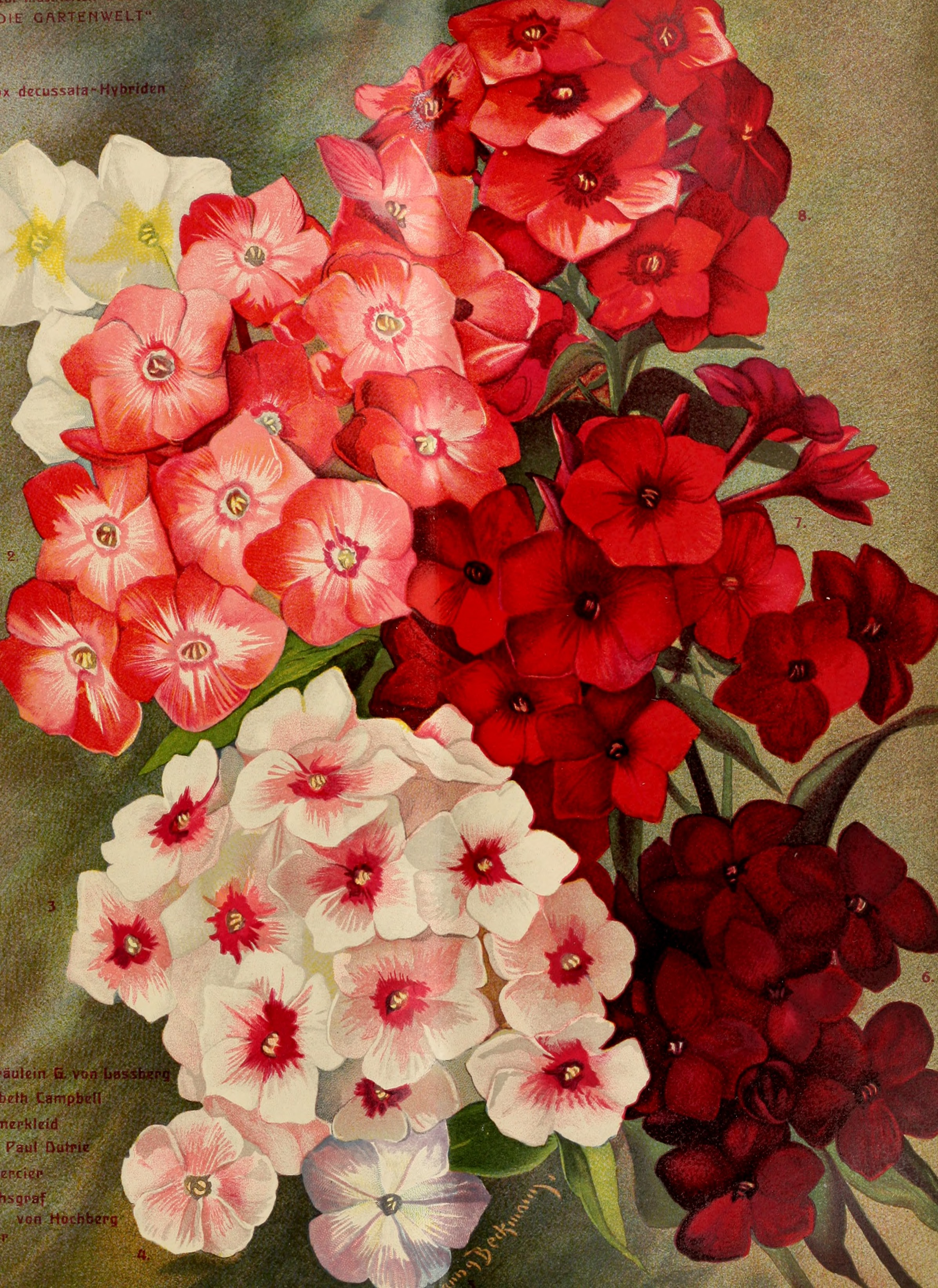
Johanna Beckmann: Darstellung von sechs unterschiedlichen Phlox-Sorten in der Fachzeitschrift Die Gartenwelt (1912)

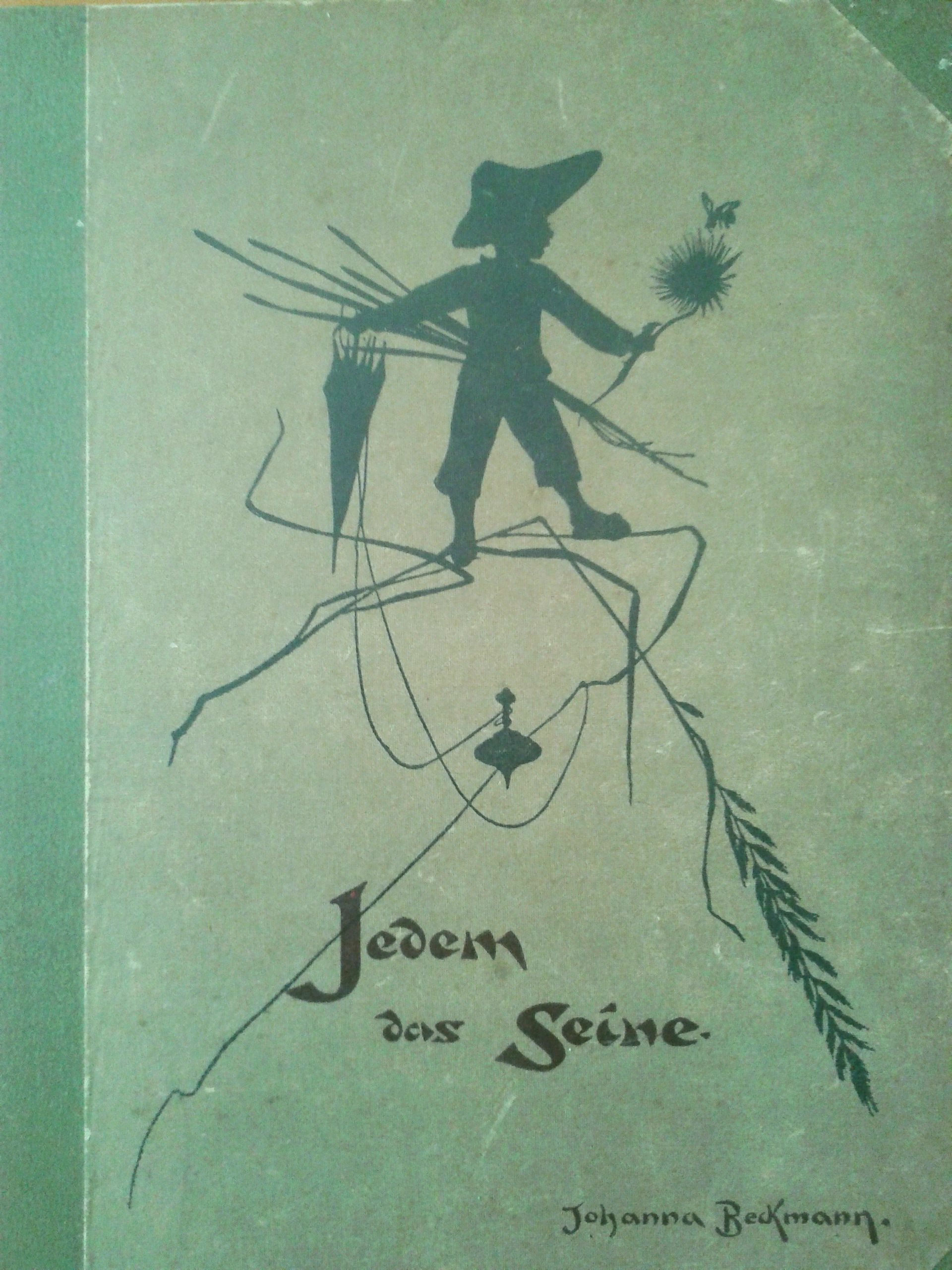
Johanna Beckmann: Einband ihres Kinderbuchs Jedem das Seine (1906)

Johanna Beckmann wurde im Mai 1868 in der Stadt Brüssow in der Uckermark geboren. Ihre Eltern waren der Guts- oder Hofbesitzer Wilhelm Beckmann (1827–1892) auf Butterholz bei Brüssow und dessen Frau Charlotte Marie Sophie, geb. Bergell (1836–1920), eine Gutspächtertochter aus Quastenberg bei (Burg) Stargard.
In der Folgezeit zogen die Eltern zurück ins mecklenburgische Stargard (heute Burg Stargard), in die Heimat ihrer Mutter, wo Johanna ihre Kinder-, Jugend- und Schulzeit verbrachte. 1883 wurde sie in Stargard konfirmiert. Ihr Vater war dort inzwischen Angestellter in der Amtsverwaltung (Amtsdiätar) geworden.
Im April 1886 begann sie eine Berufsausbildung in Berlin. Sie besuchte drei renommierte Ausbildungsstätten: die Unterrichtsanstalt des Königlichen Kunstgewerbemuseums, die Königliche Kunstschule und die Zeichenschule des Lette-Vereins. Nach einer kurzen Zeit als Zeichenlehrerinbegann sie im November 1891 als Gestalterin und „Silhouetten-Malerin“ an der Königlichen Porzellan-Manufaktur Berlin (KPM). Hier verbrachte sie zwanzig anstrengende, doch auch erfolgreiche Berufsjahre. Ihr Jugendstil-Dekor verleiht ihren Porzellanen heute einen hohen Sammlerwert.
Anfänglich arbeitete sie in verschiedenen Techniken, schuf Pflanzengemälde als Buchillustration, Dekore für Tapeten, Fliesen u. ä. sowie Mustervorlagen für kunstgewerbliche Arbeiten. Viele Jahre lang malte sie für die im Berliner Parey-Verlag erscheinende Zeitschrift Die Gartenwelt großformatige Blumenporträts, die jeden Monat als ganzzeitige Farbtafeln abgedruckt wurden. Ihre Bilder zierten auch mehrere Ausgaben des dekorativen Jahreskalenders, den die Abonnenten der Zeitschrift als Zugabe erhielten. Einige ihrer Rosen-Aquarelle erschienen auch in der Rosen-Zeitung des Vereins Deutscher Rosenfreunde.
Letztlich konzentrierte sie sich in ihrer weiteren künstlerischen Entwicklung auf den Scherenschnitt. Ihre ersten Scherenschnitt-Bilder stellte sie 1895/96 im Kunstsalon Eduard Schulte in Berlin aus. Johanna Beckmann arbeitete sowohl als Zeichnerin als auch als Scherenschnitt-Künstlerin für bekannte und viel gelesene Kinder-, Jugend- und Unterhaltungszeitschriften wie Westermanns Monatshefte, Über Land und Meer u. a. Während ihrer schöpferischsten Jahre konnte sich die vielseitige Künstlerin großer Beliebtheit erfreuen. Viele zollten ihrem Werk Anerkennung. 1913 beispielsweise erhielt sie das begehrte Rom-Stipendium.
Von 1905 an veröffentlichte Johanna Beckmann etwa 30 Bücher, in welchen sie eigene Texte mit Scherenschnitten illustrierte. Doch auch für Texte von Goethe, Eichendorff, Storm u. a. waren ihre filigranen Scherenschnitte eine gelungene illustrative Entsprechung.
Der Erste Weltkrieg unterbrach ihre erfolgreiche künstlerische Entwicklung. Es gelang ihr in den 1920er Jahren nur bedingt, an die Erfolge der Vorkriegszeit anzuknüpfen. So waren ihre letzten Lebensjahre von materieller Not und vom Vergessensein belastet.
Johanna Beckmann starb 1941 als „Kunstgewerblerin“ unverheiratet und kinderlos in ihrer Berliner Wohnung (Klopstockstraße 4). Sie wurde auf dem Friedhof in Burg Stargard beigesetzt, wo es wahrscheinlich noch eine Familienstelle ihrer Eltern gab. Dort ist ihre Grabstätte als Gedenkort bis heute erhalten.

## Werke (Auswahl)
- Natur. Vom Wollen und Walten. 1905.
- Storch und Frauenfrage. 1905.
- Wichtel-Männchen. 1906.
- Jedem das Seine. Schwarzbilder und Sprüche. Kinderbuch. Verlag Martin Warneck, Berlin 1906.
- Sternlein. Märchen. 1907.
- Vom Zufriedenwerden. (1910; 5. Auflage: 1932)
- Die schwarze Kunst. Verlag Arthur Glaue, Charlottenburg 1911.
- Waldsagen. (1913; 3. Auflage: 1921)
- Traum und Tat. (1920; 5. Auflage: 1929)